# Sylvilagus brasiliensis
Sylvilagus brasiliensis là một loài động vật có vú trong họ Leporidae, bộ Thỏ. Loài này được Linnaeus mô tả năm 1758.
Loài thỏ này có kích thước nhỏ đến trung bình với đuôi nhỏ và sẫm màu, bàn chân sau ngắn và tai ngắn. Phạm vi phân bố kéo dài từ miền nam Mexico đến miền bắc Argentina, nhưng phạm vi này còn bao gồm một số quần thể đặc biệt đã được chia thành các loài riêng biệt.

## Hình ảnh

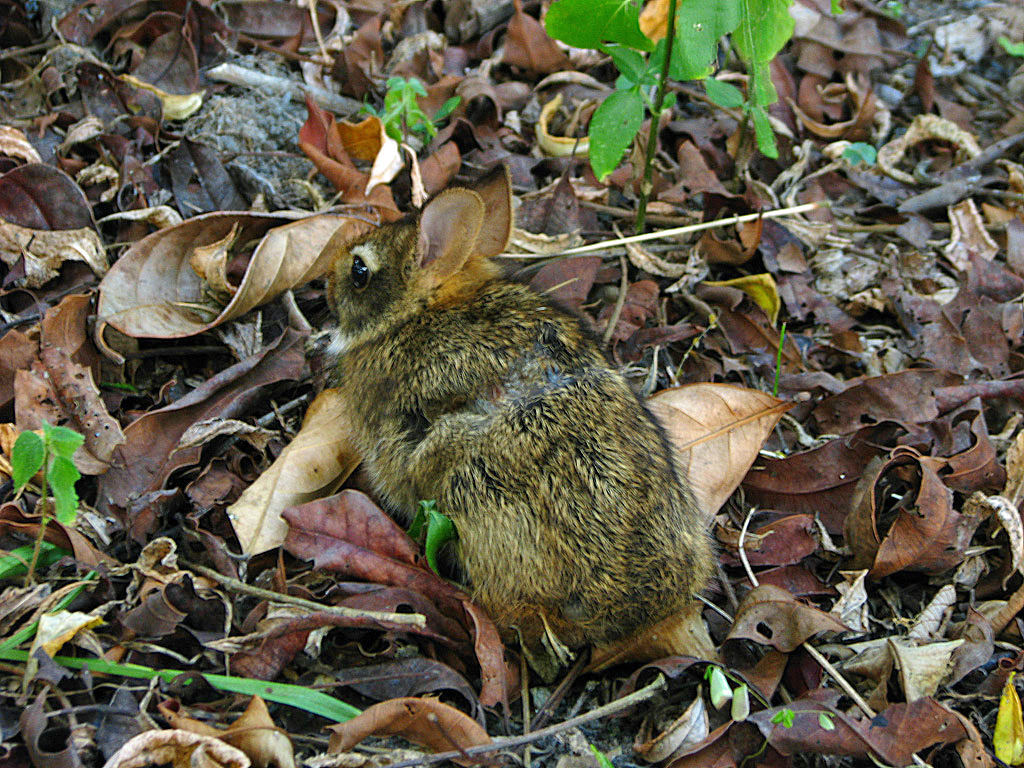
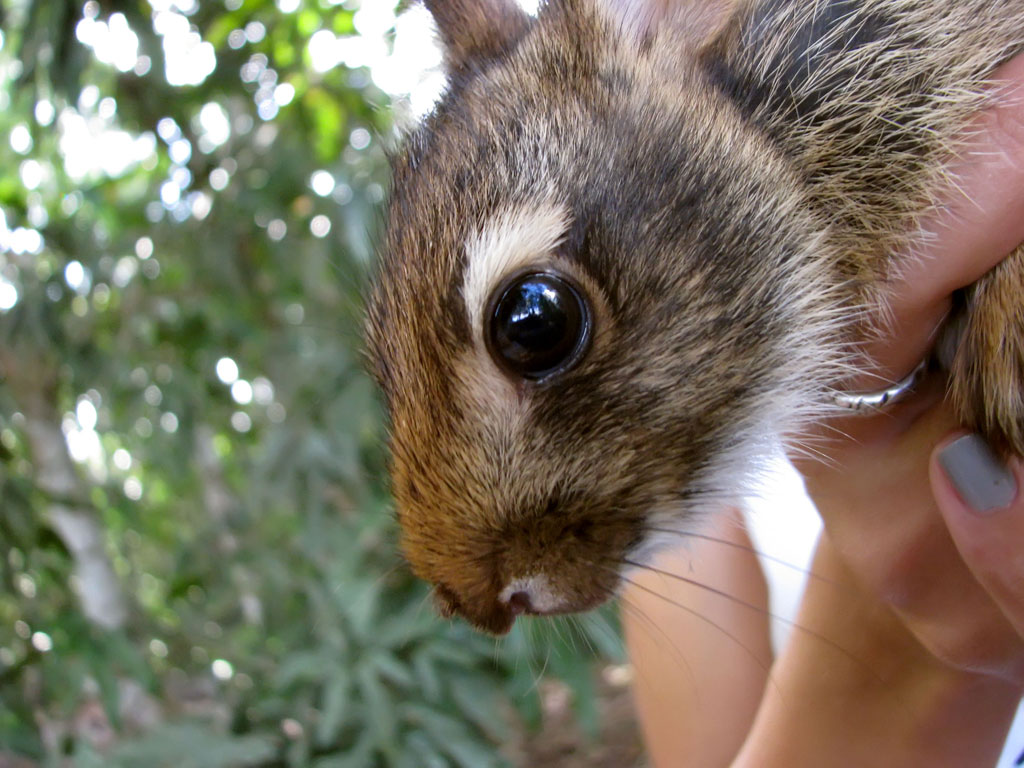